# لیتیم کربید
لیتیم کاربید (به انگلیسی: Lithium carbide) با فرمول شیمیایی Li۲C۲ یک ترکیب شیمیایی است. 